# Demény István Pál
Demény István Pál (Nagyenyed, 1949. április 28. – Marosvásárhely, 2000. január 4.) magyar irodalomtörténész, etnográfus.

## Életútja
Szülővárosában érettségizett, magyar nyelv és irodalom szakos diplomát a kolozsvári Babeș–Bolyai Tudományegyetemen szerzett (1972), itt doktorált (1978). Tanított Nagypeleskén, Nagyenyeden és Csombordon, 1978-tól a Csíkszeredai Múzeum etnográfusa. 1985–1990 között Sepsiszentgyörgyön a Kovászna Megyei Könyvtár munkatársa volt. 1990 augusztusától a Román Tudományos Akadémia Kolozsvári Folklórintézetének főállású kutatójaként működött. Előadásokat tartott a kolozsvári egyetemen. Hirtelen ragadta el a halál, 2000. január 6-án Sepsiszentgyörgyön a szemerjai temetőben helyezték örök nyugalomra.

## Munkássága
Első írásai az Echinoxban jelentek meg, nagyobb tanulmányait a NyIrK közölte a krónikák és balladák szövegegyeztetéséről (1973/1) s az északi-osztják hősi énekekről (1977/1 és 1978/2). 1990-től néprajzi kutatói pályája mintegy kiteljesedett, jeles szakmai folyóiratok közölték írásait: Ethnographia, Erdélyi Múzeum, Nyelv- és Irodalomtudományi Közlemények, Anuarul Arhivei de Folclor, Néprajzi Látóhatár, Magyar Szemle, Honismeret, Művelődés, Helikon és Korunk. Többekkel magyar nyelvű néprajz-tankönyvet adott közre. Kötetek jelezték kutatásainak állomásait. Kéziratban maradt tanulmányait posztumusz adták közre.

## Kötetei (válogatás)
- Kerekes Izsák balladája : összehasonlító-tipológiai tanulmány. Bukarest, Kriterion, 1980
- A Szent László-legenda és Molnár Anna balladája. Kolozsvár : Erdélyi Múzeum-Egyesület, 1992. 44 p. : ill. (Erdélyi Tudományos Füzetek 212.)
- A magyar szóbeli hősi epika. Csíkszereda : Pallas Akadémia, 1997. 337 p. ISBN 973-9287-07-7
- Táltosok, kerekek, lángok : összehasonlító folklorisztikai tanulmányok. Csíkszereda : Pallas-Akadémia, 1999. 238 p. ISBN 973-9287-62-X
- Hősi epika; szöveggond., jegyz. Gazda Klára; EFI, Bp., 2002 (Örökség)
- Széles vízen keskeny palló : magyar és összehasonlító folklórtanulmányok. Csíkszereda : Pallas-Akad., 2002. 264 p. (Bibliotheca Transsylvanica). ISBN 973-8079-58-6
- Háromszéki és kalotaszegi ácsolt ládák : [kiállítási katalógus] / Demény István Pál ; [szerk., jegyz., tárgyszókatalógus: Szőcsné Gazda Enikő]. Sepsiszentgyörgy : Székely Nemzeti Múzeum, 2004. 20 p. : ill. (Tudományos füzetek : új sorozat ; 1.) ISBN 973-00-3612-8